# Pyroklastisk vulkanudbrud
Et pyroklastisk vulkanudbrud eller en pyroklastisk sky er betegnelsen for en glødelavine, hvor det vulkanske materiale triller ned af siderne ofte med op til 700 km/t og en temperatur op til 1000 °C.
Omfanget kan variere mellem nogle få hundrede kubikmeter til mere end tusind kubikkilometer. Et pyroklastisk vulkanudbrud består oftest af to dele: den nederste del er sten og klippeblokke, mens den øverste del er aske, der blander sig med luften.
De varme luftarter og høje fart ned ad bjergsiden gør dem meget farlige. For eksempel blev byerne Pompeii og Herculaneum i Italien slugt af et pyroklastisk udbrud af Vesuv i år 79 med store tab af menneskeliv. I juni 1997 blev 20 mennesker dræbt på Montserrat i det Caribiske Hav.

## Jehol Biota
Pyroklastiske vulkanudbrud er forekommet gennem hele Jordens historie og har efterladt sig spor. Hele biota er blevet indkapslet og bevaret mere eller mindre intakt på trods af forbrænding, forkulning og mumificering. Måske på grund af forbrænding, forkulning og mumificering er organismerne blevet bevaret. Et af de bedste eksempler herpå er Jehol Biota, en blandet grav for velbevarede dinosaurer, pattedyr, tidlige fugle, fisk og krybdyr i det nordlige Kina, hvor der skete et stort pyroklastisk udbrud for mellem 130 og 120 millioner år siden.

## Nuée-ardente
Rhyolitisk (sur) magma er sejtflydende og kan blokere kraterrør. Et stort gastryk kan blive opbygget og pludselig kan trykket udløses. Lavaen kan blive til skum og et nuée-ardenteudbrud består af gasser, lavadråber, størknet lava og sidesten. Denne blanding er tung og vil rutsje ned ad skråninger og rive alt med sig. Det skete på øen Martinique i 1902, hvor byen St. Pierre blev udslettet på under ét minut, med 26.000 dræbte. Efter at gassen har forladt ildskyen vil resterne samles til ignimbrit. Nuée-ardente er oftest voldsommere end pyroklastiske strømme.